# Elliot Page
Elliot Page (anteriormente Ellen Page; Halifax, 21 de fevereiro de 1987) é um ator, diretor e produtor canadense. Page recebeu uma indicação ao Globo de Ouro e ao Oscar por seu papel como protagonista do filme Juno.
Também é conhecido por seus papéis em Hard Candy, Smart People, Whip It, como a mutante Kitty Pryde em X-Men: The Last Stand e X-Men: Days of Future Past e como Ariadne, em Inception. Elliot também recebeu atenção no Canadá, sua terra natal, por seus premiados papéis em Pit Pony e Marion Bridge, bem como pelas séries Trailer Park Boys e Genesis.

## Biografia
Page nasceu em Halifax, Nova Escócia, Canadá, filho de Martha Philpotts, uma professora, e Dennis Page, um designer gráfico. Ele frequentou a Halifax Grammar School, passou algum tempo no Queen Elizabeth High School, se formou pela Shambhala School, em 2005. Elliot também passou dois anos em Toronto, Ontário estudando no Interact Program na Vaughan Road Academy, juntamente com o amigo e colega ator canadense, Mark Rendall.
Page reside atualmente na cidade de Los Angeles, nos EUA, com a sua esposa, a dançarina Emma Portner, e um cachorro chamado Patters. Elliot é sonâmbulo. Em 2008, foi uma das 30 celebridades que participou de uma série de anúncios online para U.S. Campaign for Burma, pedindo o fim da ditadura militar na Birmânia. Em 2008, se declarou como sendo feminista. No outono de 2008, participou de projetos de permacultura no Lost Valley Educational Center.

## Carreira
Page começou a atuar aos quatro anos, aparecendo em várias peças escolares. O primeiro trabalho em frente às câmeras, foi em 1997 quando seu interesse pelo cinema começou aos dez anos de idade, quando foi selecionado para o papel no filme para televisão Pit Pony, da CBC que mais tarde se transformaria em uma série de TV e daria a Elliot o papel principal. Graças ao sucesso da série, em 2000, Elliot foi indicado ao Young Artist Awards, na categoria de melhor desempenho em série dramática de TV e melhor atriz juvenil. Também foi indicado ao Gemini Awards, na categoria de melhor desempenho de criança ou adolescente em série. Essas indicações e o sucesso da série Pit Pony marcaram o começo da carreira de Page.
Isso o levou a mais papéis em séries e a pequenos filmes canadenses, nomeadamente interpretou Treena Lahey na segunda temporada de Trailer Park Boys o que lhe rendeu mais uma indicação ao Gemini Awards, desta vez, na categoria Melhor Elenco. Nos anos seguintes, Elliot continuou atuando em pequenas séries e pequenos filmes como Homeless to Harvard: The Liz Murray Story e Mrs. Ashboro’s Cat.
Aos dezesseis anos, Page atuou em Mouth to Mouth, um filme independente europeu. Estrelou o filme Menina Má.com em 2005 e ganhou elogios como "uma das mais complexas, perturbadoras e assombrosas performances do ano". Graças ao sucesso de Hard Candy, Page conseguiu o papel de Lince Negra em X-Men: The Last Stand como Kitty Pryde (Lince Negra), uma adolescente que pode atravessar paredes.‎ Ao interpretar Lince Negra, ele substituiu a atriz Katie Stuart de X-Men 2 (2003), que havia substituído Sumela Kay de X-Men (2000). Como o personagem-título em Juno, Page recebeu elogios substanciais; A. O. Scott, do New York Times elogiou veementemente seu talento e Roger Ebert disse: "Houve atuação melhor neste ano do que Ellen Page, em Juno? Acho que não". Juno acabou por render para Page uma indicação ao Oscar de Melhor Atriz, perdida para Marion Cotillard em La môme. O papel, porém, conquistou vários outros prêmios, incluindo Canadian Comedy Awards, Independent Spirit Awards e Satellite Awards e uma indicação ao Globo de Ouro de melhor atriz em filme — musical ou comédia.
Page também atuou em Smart People, que estreou no Sundance Film Festival em 2008. Embora o filme tenha sido liberado após Juno, Smart People foi filmado anteriormente. Seus outros créditos incluem An American Crime, que estreou no Sundance Film Festival em 2007; The Tracey Fragments, que foi lançado em novembro de 2007 no Canadá e em maio de 2008 nos Estados Unidos, e The Stone Angel, também lançado em 2007.
Page apresentou o Saturday Night Live em 1 de março de 2008, e em 3 de maio de 2009, ainda teve um papel no episódio "Waverly Hills 9-0-2-1-D'oh" da série animada The Simpsons como a personagem "Alaska Nebraska", uma paródia de Hannah Montana. Elliot também estrelou no filme Whip It, que marcou a estreia na direção de Drew Barrymore; o filme conta ainda com Juliette Lewis, Marcia Gay Harden, Kristen Wiig e a própria Drew Barrymore. Whip It estreou no Festival Internacional de Cinema de Toronto e foi lançado em 2 de outubro de 2009.

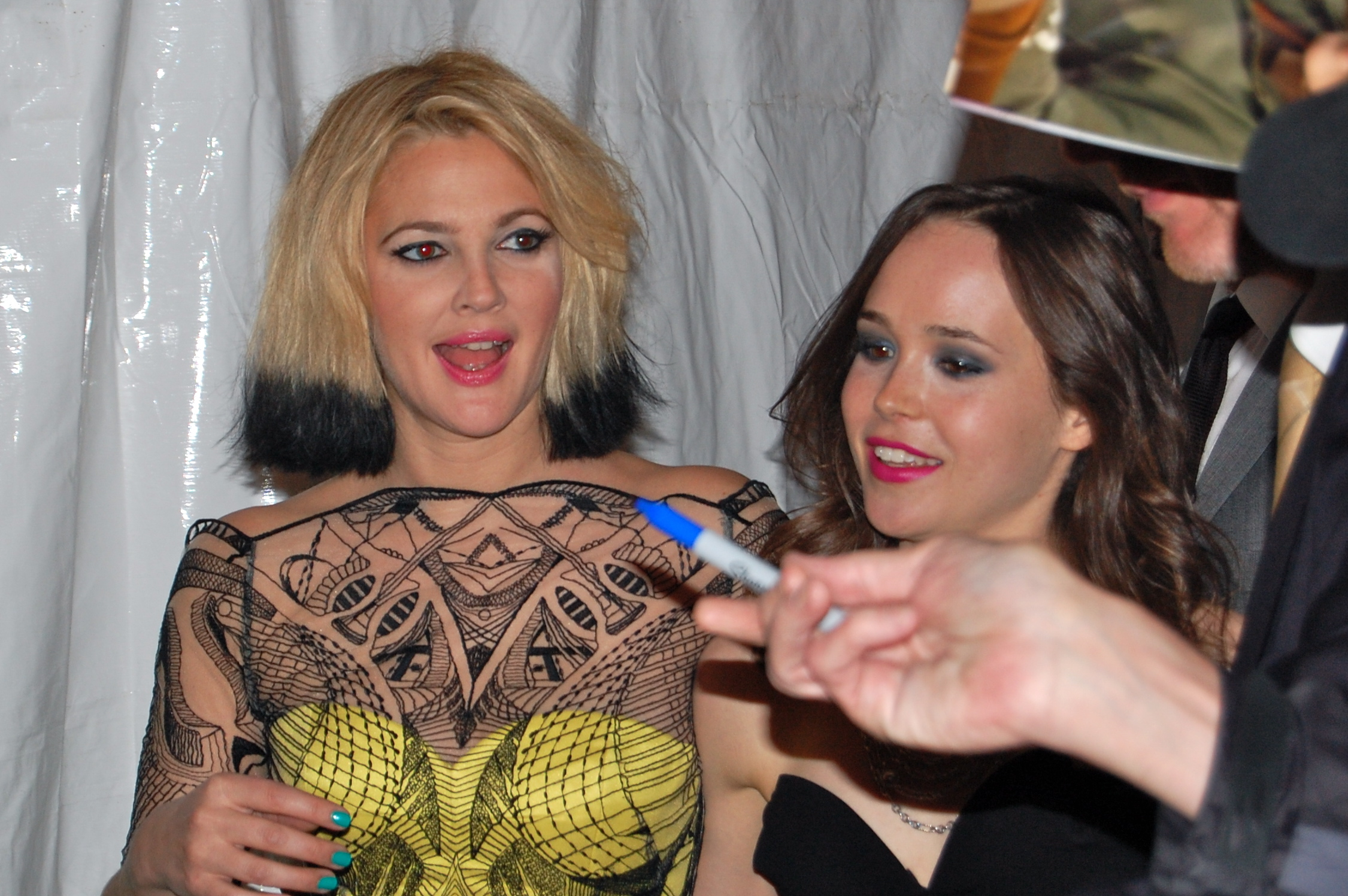
Page com a coestrela e diretora Drew Barrymore na premiere de seu filme Whip It em setembro de 2009.

Elliot está no filme de Michael Lander, Peacock, contracenando com Cillian Murphy, Susan Sarandon, Bill Pullman e Josh Lucas, lançado em 2010. Em agosto de 2009 Page começou a filmar o thriller, Inception, um filme dirigido por Christopher Nolan e coestrelado por Leonardo DiCaprio, Marion Cotillard, Joseph Gordon-Levitt e Ken Watanabe. O filme foi lançado em julho de 2010.
Em 2007, ele foi anexado para interpretar a personagem título em uma adaptação para o cinema do romance de Charlotte Brontë, Jane Eyre e tinha planejado trabalhar no filme Jack and Diane, com Olivia Thirlby, com quem coestrelou em Juno, mas foi anunciado em agosto de 2009 que o seu papel passaria a ser desempenhado pela atriz Alison Pill. Antes da morte de Heath Ledger, Page tinha discutido com o ator estrelar no filme que este dirigiria, The Queen's Gambit. A partir de 2010, Page foi porta-voz em uma série de anúncios para a Cisco Systems.

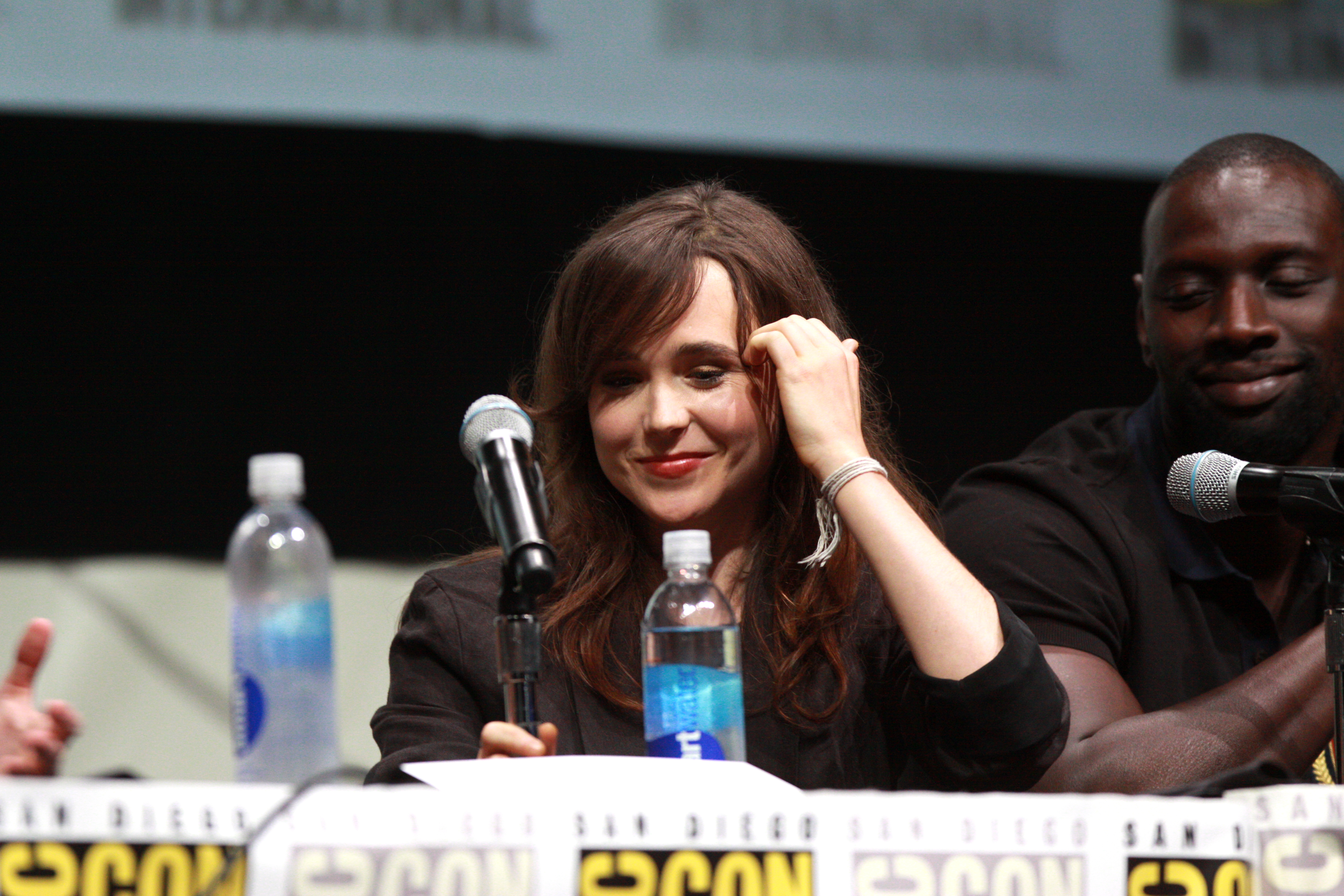
Page na Comic Con de San Diego no ano de 2013, antes de adotar o nome Elliot

Em 26 de maio de 2010, foi relatado em uma coluna no "Deadline Hollywood" e pelo Entertainment Weekly que Page vai estrelar a nova série da HBO, Tilda, ao lado de Diane Keaton, que desempenha o papel principal. Tilda baseia-se na vida de Nikki Finke, o fundador do influente blog de Hollywood, DeadlineHollywood.com. Tilda foi deixada cair pela HBO devido ao atrito entre os criadores. Ele também narrou o documentário sobre transtorno de colapso de colônias, Vanishing of the Bees, dirigido por Maryam Henein.
Em abril de 2011, foi anunciado que Page seria coestrela no filme de Woody Allen para Roma com amor ao lado de Jesse Eisenberg, Penélope Cruz e Alec Baldwin. Em junho de 2012, o Quantic Dream anunciou um videogame intitulado Beyond: Two Souls em que Page e Willem Dafoe retratam os protagonistas Jodie Holmes e Nathan Dawkins, respectivamente. Foi lançado em 8 de outubro de 2013, na América do Norte. Page voltou a interpretar Kitty Pryde em X-Men: Days of Future Past (2014). Em fevereiro de 2013, Page confirmou que sua estreia como diretor seria em Miss Stevens, mas ele depois abandonou o projeto. Em dezembro de 2014, Page interpretou Han Solo em uma leitura em palco de Star Wars: The Empire Strikes Back.
Page coestrelou o filme de suspense de Zal Batmanglij em 2013, The East, um filme inspirado nos thrillers da década de 1970, em substituição a January Jones. No mesmo ano, estrelou o Touchy Feely de Lynn Shelton ao lado de Rosemarie DeWitt. Page estrelou o filme Tallulah ao lado de Allison Janney, e teve dois outros lançamentos para 2015, o drama canadense Into the Forest e Peter Sollett's Freeheld.
Desde 2019, Page estrela a série da Netflix The Umbrella Academy, adaptada da obra homônima, como Viktor Hargreeves.

## Vida pessoal
Elliot pratica basquetebol, futebol, atletismo, ciclismo, snowboarding e natação, ele ganhou o apelido de "The Tiny Canadian" ("Minicanadense") de suas colegas de quarto em Nova York. Entre seus filmes favoritos estão Les quatre cents coups (Os Incompreendidos), My Summer of Love, Thank You for Smoking, suas atrizes favoritas são Kate Winslet, Catherine Keener, Samantha Morton, Laura Linney e Emily Blunt.
Na conferência Time to Thrive, em fevereiro de 2014, quando ainda se apresentava como mulher, Elliot assumiu ser homossexual. Em frente à jovem plateia LGBT no Hotel e Cassino Bally’s, em Las Vegas, Elliot disse as frases: "Me cansei de esconder, e me cansei de mentir por omissão. Estou aqui hoje porque sou lésbica, e porque talvez eu possa fazer a diferença" e "eu sofri durante anos, porque estava com medo de sair do armário. Meu espírito sofreu, minha saúde mental sofreu, meus relacionamentos sofreram. E eu estou aqui hoje, com todos vocês, no outro lado da dor." Ele também alegou que durante as filmagens de X-Men: The Last Stand, o diretor Brett Ratner revelou ao resto da equipe sobre sua orientação sexual.
Em janeiro de 2018, anunciou ter se casado com a dançarina Emma Portner. O casal se separou no verão de 2020 e Page pediu o divórcio em janeiro de 2021.
Em 1 de dezembro de 2020, anunciou ser transgênero e queer, que mudara seu nome para Elliot, e que passaria a adotar os pronomes masculino ou o pronome neutro they.

## Filmografia

### Cinema
| Ano  | Título                             | Papel              | Notas                        |
| ---- | ---------------------------------- | ------------------ | ---------------------------- |
| 2002 | The Wet Season                     | Jocelyn            | Curta-metragem               |
| 2002 | Marion Bridge                      | Joanie             |                              |
| 2003 | Touch & Go                         | Trish              |                              |
| 2003 | Love That Boy                      | Suzanna            |                              |
| 2004 | Wilby Wonderful                    | Emily Anderson     |                              |
| 2005 | Hard Candy                         | Hayley Stark       |                              |
| 2005 | Mouth to Mouth                     | Sherry             |                              |
| 2006 | X-Men: The Last Stand              | Kitty Pryde        |                              |
| 2007 | An American Crime                  | Sylvia Likens      |                              |
| 2007 | Juno                               | Juno MacGuff       |                              |
| 2007 | The Tracey Fragments               | Tracey Berkowitz   |                              |
| 2007 | The Stone Angel                    | Arlene Simmons     |                              |
| 2008 | Smart People                       | Vanessa Wetherhold |                              |
| 2009 | Vanishing of the Bees              | Narrador           | Documentário                 |
| 2009 | Whip It                            | Bliss Cavendar     |                              |
| 2010 | Peacock                            | Maggie Bailey      |                              |
| 2010 | Inception                          | Ariadne            |                              |
| 2010 | Super                              | Libby / Boltie     |                              |
| 2012 | To Rome with Love                  | Monica             |                              |
| 2013 | The East                           | Izzy               |                              |
| 2013 | Touchy Feely                       | Jenny              |                              |
| 2014 | X-Men: Days of Future Past         | Kitty Pryde        |                              |
| 2014 | Tiny Detectives                    | Detetive Ellen     | Curta-metragem               |
| 2015 | Into the Forest                    | Nell               | Também produtor executivo    |
| 2015 | Freeheld                           | Stacie Andree      | Também produtor executivo    |
| 2016 | Tallulah                           | Tallulah           |                              |
| 2016 | Window Horses                      | Kelly (voz)        |                              |
| 2016 | My Life as a Zucchini              | Rosy (voz)         | Dublagem inglesa             |
| 2017 | My Days of Mercy                   | Lucy Moro          | Também produtor              |
| 2017 | The Cured                          | Abbie              | Também produtor              |
| 2017 | Flatiners                          | Courtney Holmes    |                              |
| 2019 | There's Something in the Water     | Ele mesmo          | Documentário, também diretor |
| TBA  | Naya Legend of the Golden Dolphins | Duscky (voz)       |                              |
| TBA  | Robodog                            | Izzy (voz)         |                              |

### Televisão
| Ano           | Título                                    | Papel                    | Episódios                                               |
| ------------- | ----------------------------------------- | ------------------------ | ------------------------------------------------------- |
| 1997          | Pit Pony                                  | Maggie MacLean           | Filme para a TV                                         |
| 1999–2000     | Pit Pony                                  | Maggie MacLean           | Elenco principal                                        |
| 2002          | Trailer Park Boys                         | Treena Lahey             | 5 episódios                                             |
| 2002          | Rideau Hall                               | Helene                   | Episódio: "Pilot"                                       |
| 2003          | Homeless to Harvard: The Liz Murray Story | Lisa jovem               | Filme para a TV                                         |
| 2003          | Going For Broke                           | Jennifer Bancroft        | Filme para a TV                                         |
| 2003          | Ghost Cat                                 | Natalie Merritt          | Filme para a TV                                         |
| 2004          | I Downloaded a Ghost                      | Stella Blackstone        | Filme para a TV                                         |
| 2004          | ReGenesis                                 | Lilith Sandstrom         | 8 episódios                                             |
| 2008          | Saturday Night Live                       | Ele mesmo (apresentador) | Episódio: "Ellen Page/Wilco"                            |
| 2009          | The Simpsons                              | Alaska Nebraska (voz)    | Episódio: "Waverly Hills 9-0-2-1-D'oh"                  |
| 2011          | Rotas, Mapas e Dentes                     | Robô Assistente (voz)    | Episódio: "Date with Destiny"                           |
| 2011          | Tilda                                     | Carolyn                  | Episódio: "Pilot"                                       |
| 2012          | Family Guy                                | Lindsey (voz)            | Episódio: "Tom Tucker: The Man and His Dream"           |
| 2013          | Out There                                 | Amber (voz)              | Episódio: "Ace's Wild"                                  |
| 2016–17       | Gaycation                                 | Ele mesmo (apresentador) | Série documental de Viceland; também produtor executivo |
| 2019–presente | The Umbrella Academy                      | Viktor Hargreeves        | Elenco principal                                        |
| 2019          | Tales of the City                         | Shawna Hawkins           | Elenco principal                                        |
| 2022          | Ark: The Animated Series                  | (voz)                    | Elenco principal                                        |

### Jogos eletrônicos
| Ano  | Título            | Papel        | Detalhes                    |
| ---- | ----------------- | ------------ | --------------------------- |
| 2013 | Beyond: Two Souls | Jodie Holmes | Também captura de movimento |

## Prêmios e indicações
| Ano  | Resultado | Premiação                     | Categoria                                                | Título               |
| ---- | --------- | ----------------------------- | -------------------------------------------------------- | -------------------- |
| 2000 | Indicado  | Gemini Awards                 | Melhor desempenho de criança ou adolescente em uma série | Pit Pony             |
| 2002 | Indicado  | Young Artist Awards           | Melhor desempenho em série dramática                     | Pit Pony             |
| 2003 | Indicado  | Gemini Awards                 | Melhor desempenho em série de comédia                    | Trailer Park Boys    |
| 2003 | Venceu    | ACTRA Awards                  | Melhor atriz                                             | Marion Bridge        |
| 2004 | Indicado  | Gemini Awards                 | Melhor desempenho de criança ou adolescente em uma série | Ghost Cat            |
| 2004 | Venceu    | Atlantic Canadian Awards      | Melhor atriz                                             | Wilby Wonderful      |
| 2005 | Indicado  | Genie Awards                  | Melhor atriz coadjuvante                                 | Wilby Wonderful      |
| 2005 | Indicado  | Gemini Awards                 | Melhor atriz coadjuvante em uma série de drama           | ReGenesis            |
| 2007 | Venceu    | TFCA Award                    | Melhor atriz                                             | Juno                 |
| 2007 | Venceu    | Satellite Awards              | Melhor atriz                                             | Juno                 |
| 2007 | Venceu    | PFCS Awards                   | Melhor revelação                                         | Juno                 |
| 2007 | Indicado  | OFCS Awards                   | Melhor performance estreante                             | Hard Candy           |
| 2007 | Venceu    | NBR Award                     | Melhor performance estreante — feminino                  | Juno                 |
| 2007 | Venceu    | Sierra Awards                 | Melhor atriz                                             | Juno                 |
| 2007 | Venceu    | Hollywood Breakthrough Awards | Revelação do ano                                         | Juno                 |
| 2007 | Venceu    | Gotham Awards                 |                                                          | Juno                 |
| 2007 | Venceu    | Pauline Kael Breakout Awards  |                                                          | Juno                 |
| 2007 | Venceu    | FFCC Awards                   | Melhor atriz                                             | Juno                 |
| 2007 | Indicado  | Empire Awards                 | Melhor atriz novata                                      | Hard Candy           |
| 2007 | Indicado  | Chlotrudis Awards             | Melhor atriz                                             | Hard Candy           |
| 2007 | Venceu    | CFCA Awards                   | Melhor atriz                                             | Juno                 |
| 2007 | Venceu    | Austin Film Critics Awards    | Melhor atriz                                             | Hard Candy           |
| 2007 | Venceu    | Austin Film Critics Awards    | Melhor atriz                                             | Juno                 |
| 2007 | Venceu    | Canadian Awards               | Melhor atriz                                             | The Tracey Fragments |
| 2008 | Venceu    | VFCC Awards                   | Melhor atriz                                             | The Tracey Fragments |
| 2008 | Venceu    | Teen Choice Awards            | Escolha de estreia feminina no cinema                    | Juno                 |
| 2008 | Venceu    | Teen Choice Awards            | Escolha de atriz de cinema: comédia                      | Juno                 |
| 2008 | Indicado  | Screen Actors Guild Awards    | Excelente performance de atriz principal                 | Juno                 |
| 2008 | Indicado  | Virtuoso Awards               |                                                          | Juno                 |
| 2008 | Indicado  | OFCS Awards                   | Melhor atriz                                             | Juno                 |
| 2008 | Indicado  | National Movie Awards         | Melhor atriz                                             | Juno                 |
| 2008 | Indicado  | MTV Movie Awards              | Melhor beijo                                             | Juno                 |
| 2008 | Venceu    | MTV Movie Awards              | Melhor performance feminina                              | Juno                 |
| 2008 | Venceu    | Independent Spirit Awards     | Melhor atriz                                             | Juno                 |
| 2008 | Indicado  | Globo de Ouro                 | Melhor atriz em um filme — musical ou comédia            | Juno                 |
| 2008 | Indicado  | Genie Awards                  | Melhor atriz principal                                   | The Tracey Fragments |
| 2008 | Indicado  | Chlotrudis Awards             | Melhor atriz                                             | Juno                 |
| 2008 | Venceu    | COFCA Awards                  | Melhor atriz                                             | Juno                 |
| 2008 | Indicado  | Critics Choice Awards         | Melhor atriz                                             | Juno                 |
| 2008 | Indicado  | Rising Star Awards            | Melhor atriz                                             | Juno                 |
| 2008 | Indicado  | BAFTA Awards                  | Melhor atriz principal                                   | Juno                 |
| 2008 | Indicado  | Oscar                         | Melhor atriz                                             | Juno                 |
| 2009 | Indicado  | Empire Awards                 | Melhor atriz                                             | Juno                 |